# Giovanni Paolo Caprini
Giovanni Paolo Caprini (... – L'Aquila, 21 luglio 1681) è stato un religioso italiano dell’Ordine Agostiniano.

## Biografia
Il luogo e l’anno di nascita di Giovanni Paolo Caprini sono ancora oggetto di ricerca: Arischia e L’Aquila si contendono i natali del religioso.
La nobile casata arischiese Caprini, come molte altre famiglie aristocratiche del luogo, aveva scelto di inurbarsi a L’Aquila, pur mantenendo possedimenti nella nativa Arischia.
Entrato nella Compagnia di Gesù, Giovanni Paolo Caprini si distingue per la profonda cultura. Nel Collegio dei Gesuiti di Napoli tiene la cattedra di Filosofia, Teologia e Lingua ebraica.
Trasferitosi a Roma, viene accolto come teologo nel palazzo del cardinale Alessandro Crescenzi e, successivamente, nella prestigiosa corte romana di Cristina di Svezia.
Lasciata la Compagnia di Gesù per entrare nell’Ordine Agostiniano, Giovanni Paolo Caprini muore a L’Aquila il 21 luglio 1681.

## Attività letteraria
Prolifico autore ha composto le seguenti opere teologiche, letterarie e spirituali.
- Praeceptum de audienda missa diebus festis, Aquilae, 1680;
- Requesienus ad examen, sive contritio, et attritio auctore Anania Celinaeo, Aquilae, 1680;
- Risposta di un Religioso a’ quesiti di un giovine desideroso di scegliere stato di vita, Roma, 1690;
- Mazzetto di vari discorsi sagri, Napoli, 1705[2].